# Aquilino
Aquilino  è un nome proprio di persona italiano maschile.

## Varianti
- Femminile: Aquilina[1][2][3]

### Varianti in altre lingue
- Francese: Aquilin
- Latino: Aquilinus[1][3][4]
  - Femminili: Aquilina[1][3][4]
- Russo: Аквилин (Akvilin)
- Spagnolo: Aquilino
- Tedesco: Aquilin

## Origine e diffusione
Deriva dal latino Aquilinus, un nome unico o secondo nome portato da popolani, schiavi e liberti in età imperiale e quindi da varie personalità politica in età repubblicana. L'etimologia è dibattuta; alcune fonti lo riconducono ai termini latini aquila (di medesimo significato che in italiano) o aquilus ("di colore scuro", "bruno"); secondo altre è un derivato di Aquilio o di Aquila.
Nome di scarsa diffusione, è distribuito in tutta Italia ma accentrato per più di un terzo in Lombardia, specialmente a Milano (grazie al culto verso il sant'Aquilino ivi venerato).

## Onomastico
L'onomastico si può festeggiare in memoria di più santi, alle date seguenti:
- 4 gennaio, sant'Aquilino, martire in Africa sotto Unerico[5]
- 29 gennaio, sant'Aquilino, canonico di Colonia, martire con Costanzo a Milano e patrono dei facchini di tale città[5][6]
- 4 febbraio, sant'Aquilino, martire a Fossombrone[5]
- 16 maggio, san'Aquilino, martire in Isauria[5]
- 17 maggio, sant'Aquilino, martire a Noyon sotto Diocleziano[5]
- 13 giugno, sant'Aquilina, martire a Biblo sotto Diocleziano[7]
- 24 luglio, sant'Aquilina, martire con santa Niceta in Licia[6][7]
- 19 ottobre, sant'Aquilino, vescovo di Évreux[5][6]
- 22 novembre, beato Aquilino Rivera Tamargo, sacerdote e martire ad Almería[6]

## Persone
- Aquilino di Évreux, vescovo franco
- Giovanni Aquilino Boffa, poeta svizzero
- Aquilino Bonfanti, calciatore italiano
- Aquilino Cannas, poeta italiano

### Antichi romani
- Gaio Vettio Aquilino Giovenco, poeta romano
- Lucio Nevio Aquilino, senatore romano
- Tito Erminio Aquilino, console romano repubblicano
- Vettio Aquilino, console romano

## Il nome nelle arti
- Aquilina Schiller è un personaggio della serie Inazuma Eleven.